# Ruan (Musikinstrument)

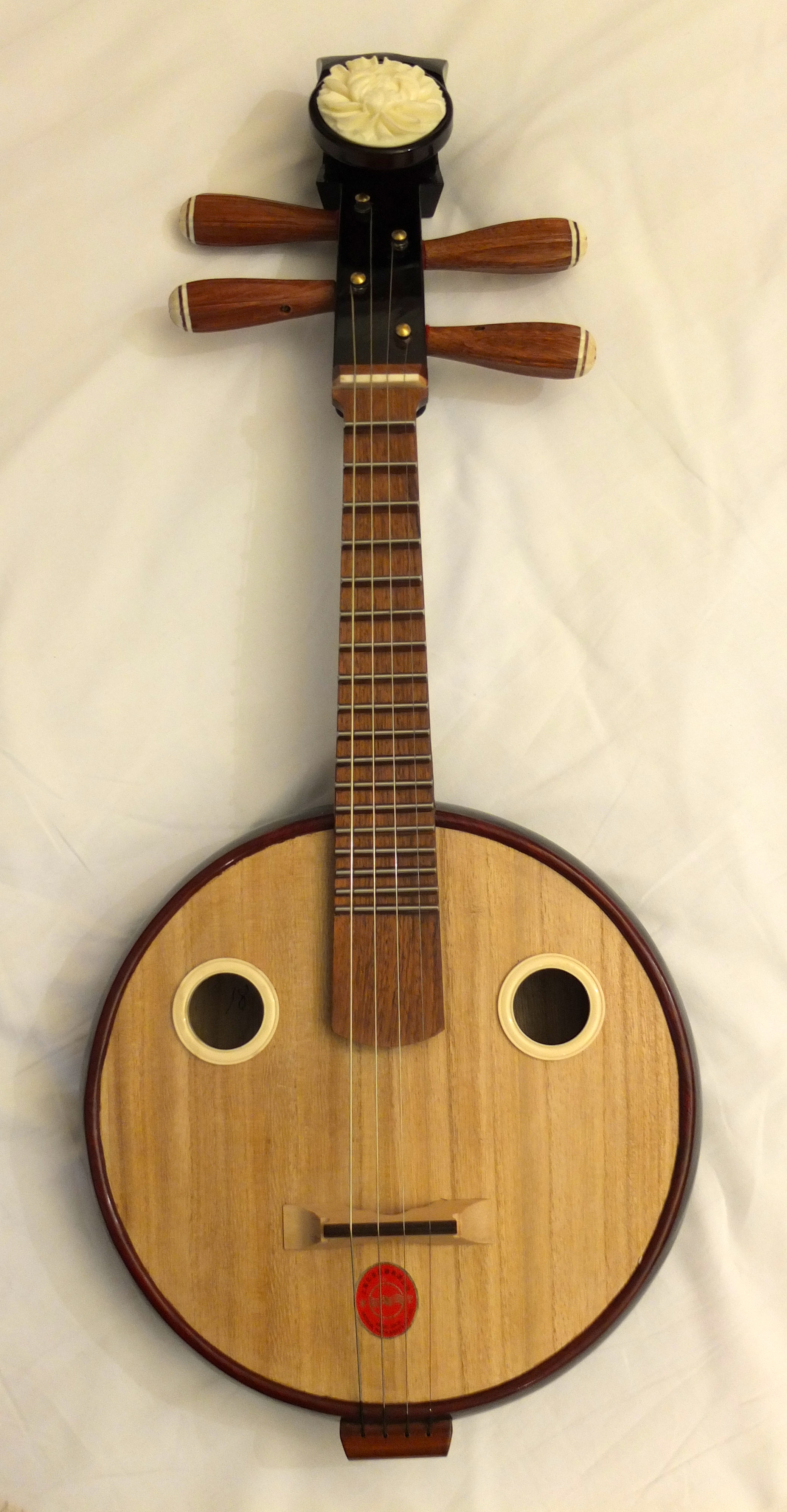
Eine Xiaoruan („kleine Ruan“)

Ruan (chinesisch 阮, Pinyin ruǎn oder 阮咸,  ruǎnxián), gelegentlich, besonders in Taiwan, auch ruanqin (阮琴,  ruǎnqín) ist eine gezupfte Langhalslaute mit einem kreisrunden Korpus, Bünden am Hals und vier Saiten, die in der chinesischen Musik gespielt wird. Die ruan gilt als ursprünglich chinesisches Musikinstrument und gehört mit ihrer charakteristischen Form wie die yueqin („Mond-qin“) strukturell zu den „Mondgitarren“ oder „Mondlauten“. Die Saiten wurden ursprünglich aus Seide gefertigt; seit dem 20. Jahrhundert werden Stahlsaiten verwendet. Früher hatte die ruan 13 Bünde, die moderne ruan besitzt dagegen 19 bis 24 Bünde in Halbtonschritten, wodurch ihr Tonumfang stark erweitert wurde. Die Bünde waren früher häufig aus Elfenbein. Heute dagegen sind sie aus Metall und erzeugen gegenüber den Elfenbeinbünden einen helleren Ton.

## Einteilung
Die ruan wird in fünf Größen hergestellt:
- Sopran: Gaoyinruan (高音阮, lit. „Hochton-Ruan“, Stimmung: G3-D4-G4-D5)
- Alt: Xiaoruan (小阮, lit. „kleine Ruan“, Stimmung: D3-A3-D4-A4)
- Tenor: Zhongruan (中阮, lit. „mittlere Ruan“; Stimmung: G2-D3-G3-D4)
- Bass: Daruan (大阮, lit. „große Ruan“, Stimmung: D2-A2-D3-A3)
- Kontrabass: Diyinruan (低音阮, lit. „Tiefton-Ruan“, Stimmung: G1-D2-G2-D3)

Die ruan wird heute am häufigsten in der chinesischen Oper und dem klassischen chinesischen Orchester eingesetzt, wo sie zur Gruppe der Zupfinstrumente (弹拨乐器) gehört. Nach der traditionellen Klassifizierung der Acht Klänge ist die Oberkategorie „Seide“.

## Spielweise
Die ruan kann mit einem Plektrum gespielt werden, ähnlich wie das Plektrum für Gitarre (früher aus Tierhorn, heute oft aus Kunststoff), oder mit einem Satz von zwei beziehungsweise fünf Acrylnägeln, die mit Klebeband an den Fingern befestigt werden. Üblicherweise verwenden ruan-Spieler Plektren, obwohl einige Schulen auch die Fingertechnik lehren, ähnlich dem Spiel der pipa. Wenn pipa-Spieler die ruan als zweites Instrument spielen, verwenden sie oft ihre Fingernägel. Plektren produzieren einen lauteren und klareren Ton, während Fingernägel für virtuose Solomusik mit einem weicheren Klang geeignet sind. 
In chinesischen Orchestern werden im Allgemeinen nur die zhongruan und daruan verwendet, um den Tenor- und Bassabschnitt der Zupfinstrumente auszufüllen. Gelegentlich kommt die gaoyinruan zum Einsatz, um die heller klingende liuqin zu ersetzen.
Daruan-Solisten verwenden in der Regel die D-A-D-A-Stimmung, da es die Gestaltung der diatonischen Akkorde erleichtert. Einige Orchestermusiker stimmen ihr Instrument auf C-G-D-A wie beim Cello, damit die daruan den Part des Cellos übernehmen kann.
Ein ruan-Ensemble (重奏) besteht aus ruan in zwei oder mehreren Größen, etwa aus xiaoruan, zhongruan und daruan. Der große Tonumfang und das Klangspektrum der Sopran-, Alt-, Tenor-, Bass- und Kontrabass-Instrumente machen das ruan-Ensemble für mehrstimmige Musik besonders geeignet.

## Herkunft

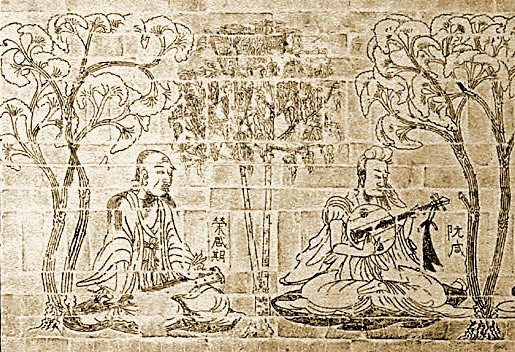
Darstellung von Ruanxian (rechts), der eine ruan spielt. Fund in einem Grab aus der östlichen oder südlichen Jin-Dynastie, in der Nähe von Nanjing (datiert um das Jahr 400 n. Chr.)

In ihrer über 2000-jährigen Geschichte hatte die ruan verschiedene Namen: Die qinpipa (秦琵琶), ruanxian (阮咸) und ruan (阮). Laut den pipa-Annalen (琵琶赋) von Fu Xuan (傅玄) aus der westlichen Jin-Dynastie, wurde die ruan nach der Überarbeitung anderer chinesischer Saiteninstrumente entworfen, wie auch die guqin (古琴 ‚chinesische Griffbrettzither‘), guzheng (古筝 chinesische Wölbbrettzither) und zhu (筑), oder konghou (箜篌), die chinesische Harfe. Eine weitere Möglichkeit ist, dass sie von einem Instrument namens xiantao (弦 鼗) abstammen soll, das von Arbeitern der großen Mauer von China, während der späten Qin-Dynastie (daher qinpipa) gebaut wurde, unter Verwendung von Saiten, die über eine Damaru gespannt wurden.
Im alten China wurde die Laute qinpipa genannt (Qin-Dynastie, 221 v. Chr. – 206 v. Chr.). Vor der Song-Dynastie war die pipa ein Oberbegriff für eine Reihe von Saiteninstrumenten. Die qinpipa unterscheidet sich von der birnenförmigen pipa  durch ihren langen, geraden Hals mit einem runden Korpus. Der Name pipa wird verbunden mit tantiao (彈 挑), einer Technik bei der mit der rechten Hand ein Zupfinstrument gespielt wird. Pi (琵), was tan (彈) bedeutet, ist die abfallende Bewegung beim Zupfen der Saiten. Pa (琶), was tiao (挑) bedeutet, ist die Aufwärtsbewegung beim Zupfen der Saiten.

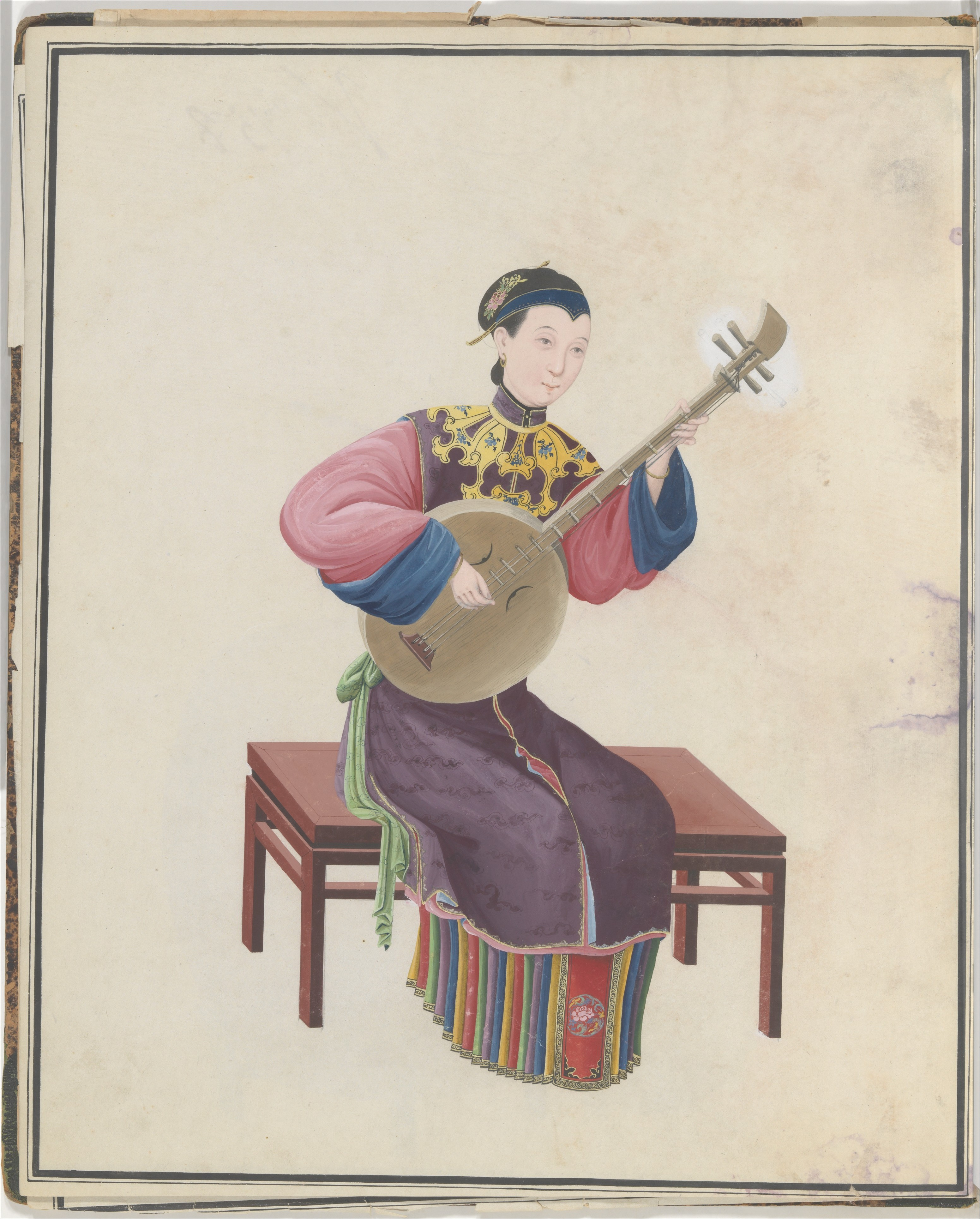
Aquarell eines Musikers (spätes 18. Jhd.)

Der heutige Name ruan stammt aus der Tang-Dynastie (8. Jahrhundert). Während der Herrschaft der Kaiserin Wu Zetian (武則天) (etwa 684–704 n. Chr.), wurde in einem alten Grab in Sichuan (四川) ein Kupferinstrument entdeckt, das wie die qinpipa ausgesehen haben soll. Es hatte 13 Bünde und einen runden Klangkörper. Es wurde angenommen, dass es das Instrument sei, das der Ost-Jin(東晉)-Musiker Ruanxian (阮咸) gerne gespielt hatte. Ruan Xian war ein Gelehrter in der östlichen Jin-Dynastie (三國 東晉) (3. Jahrhundert) der Drei Königreiche. Er und sechs andere Gelehrte mochten die Korruption der Regierung nicht, also versammelten sie sich in einem Bambushain in Shanyang (山陽, die heutige Provinz Henan [河南]). Sie tranken, schrieben Gedichte, spielten Musik und genossen das einfache Leben. Die Gruppe wurde als die Sieben Weisen im Bambushain (竹 林七賢) bekannt. Da Ruan Xian ein Experte und berühmt dafür war, ein Instrument spielen zu können, das wie die Qin-pipa aussah, wurde das Instrument nach ihm benannt, als in einem Grab in der Tang-Dynastie die kupferne Qin-pipa gefunden wurde. Die ruan wurde früher ruanxian (阮咸) genannt, heute heißt sie verkürzt ruan (阮).
Während der Tang-Dynastie wurde eine ruanxian aus China nach Japan gebracht. Diese ruanxian wird heute in Shosoin im Nationalmuseum Nara in Japan aufbewahrt. Die ruanxian wurde aus rotem Sandelholz hergestellt und mit Perlmutt-Intarsien verziert. Die alte ruanxian zeigt, dass sich das Aussehen der heutigen ruan seit dem 8. Jahrhundert nicht viel verändert hat.
Heutzutage, obwohl die ruan nie so populär wie die pipa war, haben sich aus der ruan innerhalb der letzten paar Jahrhunderte mehrere kleinere und besser bekannte Instrumente entwickelt wie die yueqin („Mond“-Laute, 月琴) und die qinqin (Qin-Laute, 秦 琴). Die kurzhalsige yueqin, die keine Schalllöcher hat, wird in erster Linie als Begleitung in der Peking-Oper verwendet. Die langhalsige qinqin ist sowohl Teil des kantonesischen (廣東) als auch des Chaozhou (潮州) Ensembles.

## Ruan und Pipa

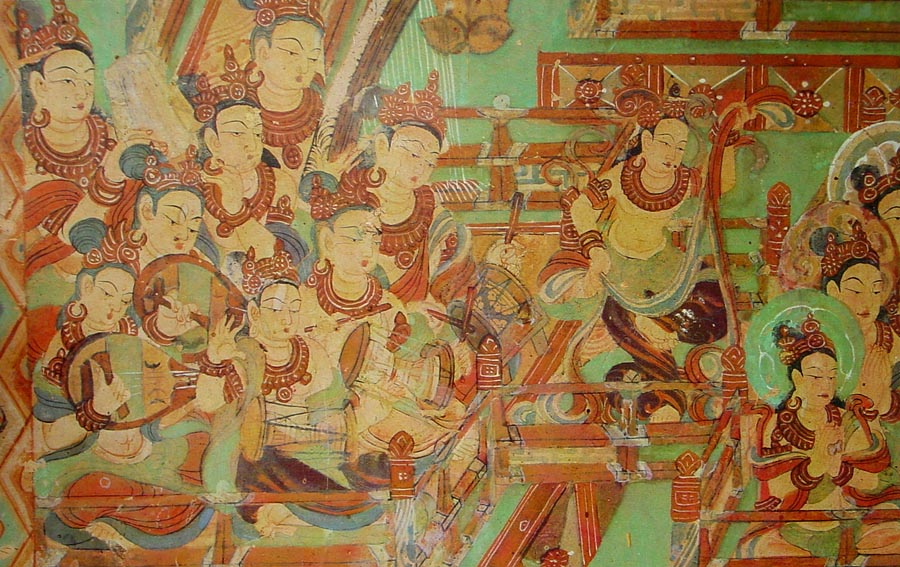
Teil des Dunhuang-Freskos. Auf dem Bild sind in der linken Ecke zwei Pipa-Spieler zu sehen.

Im Nordosten Chinas wurde eine kleine pipa in Wandmalereien von Gräbern in der Provinz Liaoning (遼寧) gefunden. Das Datum dieser Gräber liegt etwa um die Zeitperiode der späten östlichen Han-Dynastie (23–220 n. Chr.) (東漢) bis zur Wei-Dynastie (魏) (220–265 n. Chr.). Allerdings wurde die birnenförmige Pipa erst zur Zeitperiode der Nördlichen Wei-Dynastie (386–534 n. Chr.), als das alte China mit den westlichen Ländern durch die Seidenstraße (絲綢之路) Handel betrieb, nach Dunhuang (敦煌) im Nordwesten Chinas gebracht. Auf Fresken der Dunhuang-Grotten können eine große Anzahl Pipas gesehen werden, und diese datieren zum 4. bis 5. Jahrhundert zurück.

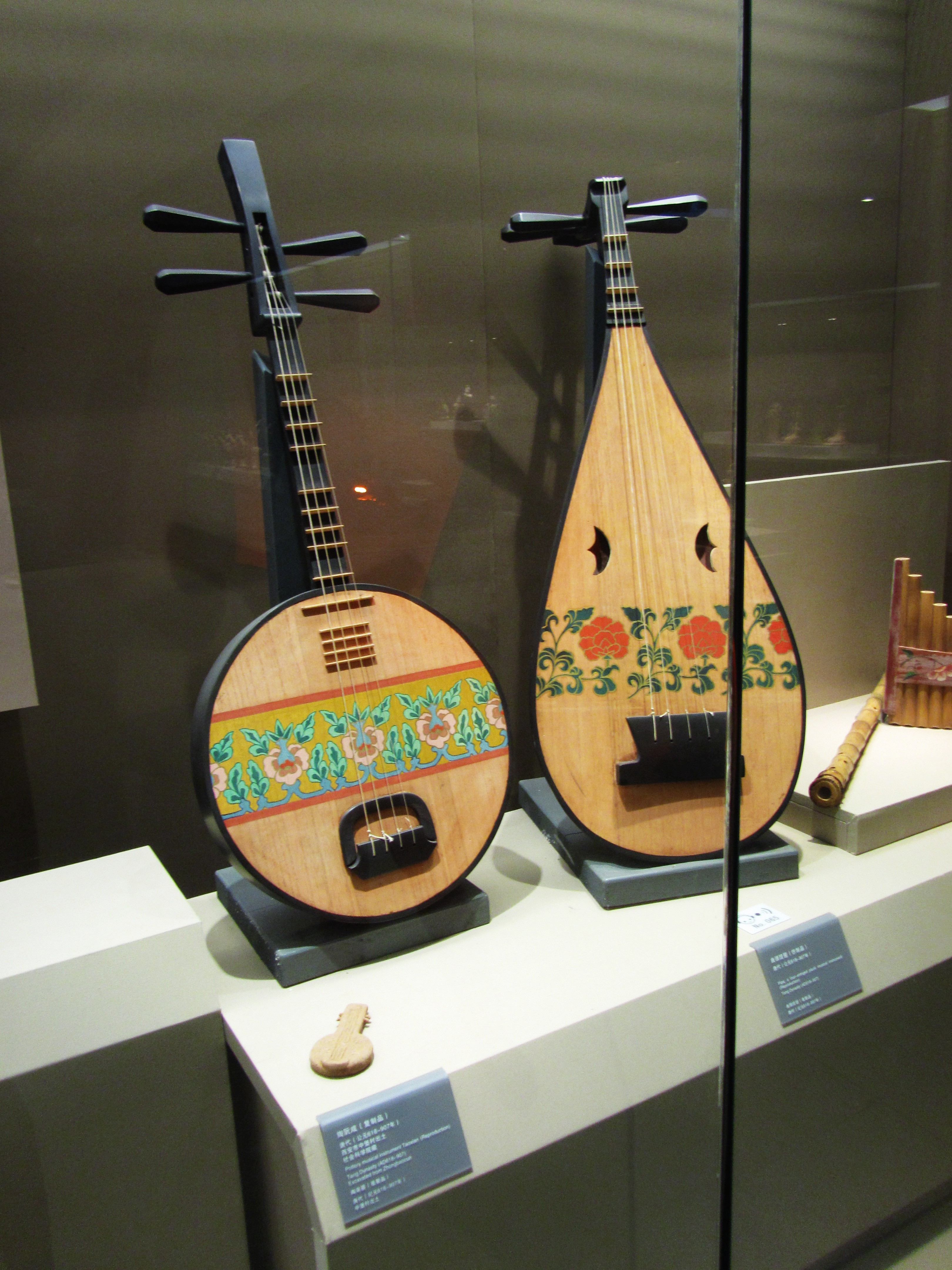
Nachgebaute ruan (links) und pipa (rechts), wie sie während der Tang-Dynastie verbreitet waren.

Während der Han-Dynastie (206 v. Chr. bis 220 n. Chr.), verließ Lady Wang Zhaojun (王昭君), im alten China als eine der Vier Schönheiten (四大 美人) bekannt, das Festland, ging nach Westen und heiratete den Großkhan der Hunnen. Die Ehe sollte zwischen den beiden alten Ländern den Frieden aufrechtzuerhalten. Auf ihrem Weg nach Westen ritt sie auf einem Pferd und trug eine pipa. Aus heutiger Sicht soll diese pipa ein ruan ähnliches Instrument mit einem runden Klangkörper gewesen sein, da die birnenförmige pipa erst zur Zeit der Nördlichen Wei-Dynastie, nach China gebracht worden war. In fast allen Porträts und Dramen wird die pipa der Lady Zhaojun nur ungenau dargestellt, sodass der Klangkörper nicht genau bestimmt werden konnte. Ansonsten wurde die pipa in der Regel mit einem birnenförmigen Klangkörper dargestellt (wie auch bei der heutigen), statt eines runden.
Die Bünde sind auf allen chinesischen Lauten hochgestellt, sodass die Finger den tatsächlichen Körper nie berühren; ein deutlicher Unterschied zu westlichen Saiteninstrumenten. Dies ermöglicht eine größere Kontrolle über das Timbre und die Intonation als bei ihren westlichen Gegenstücken, doch macht es akkordisches Spielen schwieriger.

## Laruan
Zusätzlich zu den oben erwähnten ruan-Zupfinstrumenten gibt es auch eine Familie bogenförmiger Saiteninstrumenten, genannt laruan und dalaruan (wörtlich „gebogene ruan“ und „große gebogene ruan“). Beide sind gebogene Basslage-Saiteninstrumente, entworfen als Alternativen zur gehu und diyingehu in großen Orchestern mit traditionellen chinesischen Instrumenten. Diese Instrumente entsprechen in der Bandbreite dem Violoncello und Kontrabass. Chinesische Orchester, die derzeit die laruan und dalaruan verwenden, sind unter anderem das Nationale Traditionelle Orchester Chinas und das Zentrale Nationale Rundfunkorchester.

## Repertoire

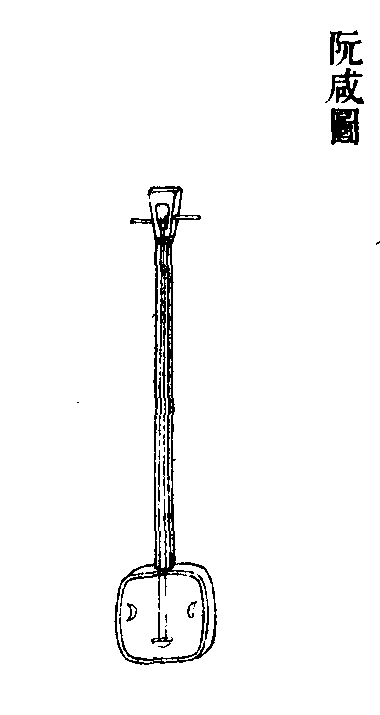
Eine alte ruan

Ein bekanntes Werk im Zhongruan-Repertoire ist das Zhongruan Concerto „Erinnerungen an Yunnan“ (云南 回忆) von Liu Xing (刘星) aus dem Jahr 1962. Es war das erste Konzert für die zhongruan und dem chinesischen Orchester. Dieses Werk etablierte schließlich die zhongruan als Solo-Instrument im chinesischen Orchester.
Einige Werke für die Ruan:
- 《汉琵琶情》 Love of the Han Pipa, Zhongruan Concerto
- 《玉关引》 Narration of Yuguan, Ruan Quartett (Musik)
- 《泼水节》The Water Festival, Ruan Tecerto
- 《睡莲》 Water Lilies, Zhongruan Solo

Einige der Kompositionen von Liu Xing für die Ruan:
- 《云南回忆》 Reminiscences of Yunnan, Zhongruan concerto
- 《第二中阮协奏曲》Second Zhongruan Concerto

Einige der Kompositionen von Ning Yong für die Ruan:
- 《拍鼓翔龙》 Flying Dragons in Drum Beats, Zhongruan Solo
- 《丝路驼铃》 Camel Bells on the Silk Road, Zhongruan/Daruan Solo
- 《篮关雪》 Snow at Lan Guan, Zhongruan Solo

## Bekannte Spieler und Komponisten
- Cui Jun Miao (崔军淼)
- Ding Xiaoyan (丁晓燕)
- Fei Jian Rong (费剑蓉)
- Lin Jiliang (林吉良)
- Liu Bo (刘波)
- Liu Xing (刘星)
- Miao Xiaoyun (苗晓芸)
- Ning Yong (宁勇)
- Ruan Shi Chun (阮仕春)
- Shen Fei (沈非)
- Su Handa (苏涵达)
- Tan Su-Min, Clara（陈素敏）
- Wang Zhong Bing (王仲丙)
- Wei Wei (魏蔚)
- Wei Yuru (魏育茹)
- Wu Qiang (吴强)
- Xu Yang (徐阳)
- Zhang Rong Hui (张蓉晖)